# John Aloisi
John Aloisi, född den 5 februari 1976, är en australisk före detta professionell fotbollsspelare som mellan 1997 och 2007 spelade 55 matcher och gjorde 27 mål för det australiensiska landslaget. 

## Klubbkarriär
Aloisi lämnade hemstaden Adelaide och Adelaide City FC för Standard Liège i Belgien redan som sextonåring. Där fick han aldrig spela, men han flyttade därefter till Royal Antwerp FC, en annan belgisk toppklubb. Där stannade han två säsonger innan han flyttade till Italien och US Cremonese som då spelade i Serie A. Klubben åkte dock ner till Serie B och ett år efter det flyttade Aloisi till England och Portsmouth FC där han stannade en säsong.
1998 gick Aloisi till Premier League-klubben Coventry City FC. Han gjorde ett flertal bra matcher, men tog aldrig någon ordinarie plats i startelvan under de tre säsonger han spelade i Coventry. 2001 såldes Aloisi till den spanska klubben CA Osasuna. Där blev han därefter kvar i fyra säsonger. Därefter flyttade han till Deportivo Alavés när kontraktet med Osasuna gick ut. Efter två säsonger i Alavés flyttade Aloisi till slut tillbaka till Australien 2007.
Aloisi bytte till Central Coast Mariners FC i den australiensiska proffsligan A-League där han stannade en säsong innan han gick vidare till A-Leaguekonkurrenten Sydney FC. Det blev två säsonger i Sydney innan han inför säsongen 2010/2011 gick över till Melbourne Heart FC.

## Landslagskarriär
Aloisi debuterade i det australiska landslaget 1997 och han var med i Australiens OS-trupp vid OS 2004 och han deltog i Australiens lag i Confederations Cup 2005.
Aloisi slog den avgörande straffen mot Uruguay i kvalet till VM 2006 då Australien kvalificerade sig till sitt första VM sedan 1974. Han deltog i sedan i VM och gjorde det sista målet när Australien slog Japan med 3-1 i den första matchen i gruppspelet. Han blev därmed den andre australiensiske spelare någonsin att göra mål i ett VM-slutspel efter lagkamraten Tim Cahill.
Sedan Aloisi flyttade tillbaka till Australien och A-League har hans form sjunkit och han har sedan dess inte spelat i landslaget. Aloisi var inte med i Australiens trupp till VM 2010.